# ريان باتل
ريان باتل (26 أكتوبر 1997 في المملكة المتحدة - ) (بالإنجليزية: Ryan Patel)‏ هو لاعب كريكت بريطاني. لعب مع نادي مقاطعة سري للكريكت ‏.

## وصلات خارجية
- ريان باتل على موقع إي آس بي آن كريك إنفو (الإنجليزية)